# 스위트 걸 (영화)
《스위트 걸》(영어: Sweet Girl)은 2021년 공개된 미국의 액션 스릴러 드라마 영화이다. 제이슨 모모아, 이사벨라 메르세드, 마누엘 가르시아룰포, 아드리아 아르호나, 에이미 브레너먼이 출연했고, 브라이언 앤드루 멘도사가 연출했다.

## 줄거리
부모님과 행복하게 살아가던 소녀 레이철 쿠퍼에게 어느 날 어머니 어맨다의 희귀암 발병이라는 재앙이 닥친다. 의사는 곧 출시될 암 치료제가 어맨다를 살릴 수 있을 것이라고 알려주고, 레이철과 아버지 레이는 좋은 소식만을 기다리며 희망을 갖는다. 하지만 치료제는 제약사 바이오프라임에 의해 출시가 연기되어 버린다. 바이오프라임 CEO 사이먼 킬리는 생방송 대담에서, 연기 결정을 비판하는 하원의원의 질문에 수익성을 위해 그러한 결정을 내렸음을 암시한다. 이에 분노한 레이는 방송국에 전화를 걸어 킬리에게 직접 항의한다. 킬리는 아내의 죽음은 유감이나 연기 결정을 철회하지 않으리라 답하고 레이는 킬리를 죽여 버릴 것이라고 경고한다. 결국 어맨다는 치료를 받지 못해 사망한다.
6개월 후, 레이철과 함께 감정을 어느 정도 추스르며 살아가던 레이에게 마틴 베넷이라는 기자의 연락이 걸려온다. 베넷 기자는 바이오프라임의 뇌물 의혹에 조사하고 있다며 레이의 증언을 부탁한다. 레이는 마지못해 기자를 만나러 가고 아버지가 불안했던 레이철이 몰래 뒤따른다. 접선 장소인 전철 안에서 레이가 베넷 기자와 이야기하고 있을 때 의문의 킬러가 베넷을 찔러 죽인다. 이에 레이가 킬러와 격투하고 레이철도 합세하지만, 결국 둘은 제압당하고 킬러는 도주한다.
다시 2년의 세월이 지나고 레이철은 그때의 기억에 사로잡혀 불굴의 의지로 격투기를 연마하며 지낸다. 그때의 킬러가 사이먼 킬리가 보낸 것이라고 추측한 레이는 킬리의 행적을 좇고 있었다. 킬리가 자선행사에 참석했다는 정보를 알게 된 레이는 행사에 몰래 숨어 들어가 킬리와 대적한다. 레이에게 추궁당한 킬리는 자신은 킬러에 대해 아무것도 모르며 동업자인 비노드 샤의 짓일 거라고 말한다. 레이는 결국 킬리의 경호원을 쏘아 죽이고 킬리도 질식시켜 살해한다.
FBI가 킬리 살해 사건을 수사하기 시작한다. 레이는 레이철과 함께 도주해 어느 한적한 곳의 여관에 숨는다. 이 날 밤, 돌이킬 수 없는 길을 걷게 된 레이가 걱정스러웠던 레이철은, 자신을 쫓는 FBI 수사관 미커에게 연락해 아버지가 나쁜 사람이 아니며 바이오프라임을 조사해 보라고 전한다. 다음날 여관에 비노드 샤가 보낸 용병들이 부녀를 습격하고, 레이는 저항 끝에 그들을 살해한다. 이후 레이는 샤를 죽이기 위해 움직이고, 레이철은 아버지와 함께 하기로 마음먹는다. 부녀는 함정을 파 샤를 사로잡는 데 성공하지만, 추궁하기 직전 2년 전의 킬러가 나타나 샤를 죽여 버린다. 일이 이렇게 되자 레이는 길가의 식당에서 킬러를 찾아가서, 피차의 입장을 거론하며 배후를 털어놓으라고 이야기한다. 킬러는 레이의 입장을 이해한다고 답하며, 피츠버그로 돌아가 선거를 앞둔 하원의원 다이애나 모건을 만나라는 말을 남긴다.
부녀는 피츠버그로 향하지만, 곧 FBI의 추격에 휘말린다. 이때, 살인을 벌여온 '레이'는 사실 레이철이었음이 밝혀진다. 진짜 레이는 사실은 2년 전 킬러에게 사망했고, 레이철은 레이의 인격을 만들어내어 복수를 결의하여 마침내 혼자서 일련의 사건을 벌인 것이었다. 레이철은 미커 수사관에게 체포되지만, 곧 구급차에서 탈출한다. 그리고 다이애나 모건의 사무실에 잠입한다. 그런 그녀 앞에 킬러가 나타나고 레이철은 죽을 위기에 처하지만, 포기해선 안 된다는 아버지의 말을 떠올리며 킬러에게 반격해 그를 죽이는 데 성공한다. 그리고 모건의 목에 칼을 들이대자, 모건은 바이오프라임에 뇌물을 받고 그를 폭로하려는 베넷 기자를 청부살해했음을 털어놓는다. 레이철은 이 자백을 녹음해 미커 수사관에게 보낸다. 이후 모건은 FBI의 수사를 받게 되고, 복수에 성공한 레이철은 신분을 바꾸고 잠적한다.

## 출연
- 제이슨 모모아 - 레이 쿠퍼 역
- 이사벨라 메르세드/밀레나 리베로(아역) - 레이철 쿠퍼 역
- 마누엘 가르시아룰포 - 아모스 산토스 역
- 아드리아 아르호나 - 어맨다 쿠퍼 역
- 라자 재프리 - 비노드 샤 역
- 저스틴 바사 - 사이먼 킬리 역
- 렉스 스콧 데이비스 - FBI 수사관 세라 미커 역
- 마이클 레이먼드제임스 - FBI 수사관 존 로스먼 역
- 에이미 브레너먼 - 다이애나 모건 역
- 도미닉 퍼무사 - 샘 워커 역
- 넬슨 프랭클린 - 마틴 베넷 역
- 윌 블래그로브 - 앨버레즈 형사
- 케이티 오브라이언 - 방송 진행자
- 브라이언 하우 - 피트 미첼리
- 레지 리 - 우 선생